# Velký jazykový model
Velký jazykový model (anglicky large language model – zkráceně LLM) je počítačový model jazyka založený na neuronové síti s mnoha parametry (typicky miliardami vah nebo více), trénované na velkém množství textu pomocí samoučení (self-supervised learning), částečného učení s učitelem (semi-supervised learning) nebo zpětnovazebního učení. Tato technologie je řazena k umělé inteligenci. Oproti velkému jazykovému modelu stojí malý jazykový model (SLM) s jednotkami až desítkami miliard parametrů.
V polovině roku 2025 přišel americký MIT s technologií Self-Adapting LLMs (SEAL), rámcem, který umožňuje velkým jazykovým modelům, aby se samy učily a zlepšovaly tím, že vytvářejí svá tréninková data a instrukce pro vlastní aktualizace.

## Historie
Velké jazykové modely se objevily kolem roku 2018 a používají se jako základní modely pro širokou škálu úkolů. To posunulo těžiště výzkumu zpracování přirozeného jazyka od předchozího paradigmatu vytváření specializovaných a na učení s učitelem založených modelů pro konkrétní úkoly. Jazykové modely začaly být v roce 2023 multimodální, tedy zvládaly přijmout různorodé vstupy (tzv. prompty), kromě textů i obrázky, audio či video (Sora či Wan2.2). Stejně tak zvládnou i různorodý výstup. Oproti lidem ale nadále zaostávají. V druhé půlce roku 2024 začaly modely získávat schopnost uvažování nad zadaným kontextem, tzv. reasoning. Tato schopnost přesahuje jednoduché generování textu a zahrnuje pokročilé úlohy, jako je logické uvažování, řešení víceúrovňových problémů, řetězec uvažování (chain of thought) nebo dedukce na základě poskytnutých dat. Mezi takové modely patří například o1, o3 či MetaMathQA.

## Seznam LLM

### Americké
- GPT-x v různých verzích od OpenAI
  - gpt-oss rodina modelů, které jsou tzv. open-weighs (120 a 20 miliard parametrů, ty jsou dostupné ke stažení a lokálnímu použití)[10]
- Gemini (dříve Bard) od Google[11]
  - předchůdcem byl PaLM taktéž od Google[12]
  - výzkumný model NotebookLM taktéž od Google[13]
  - Gemma od Google (odlehčené modely tvořené obdobně jako Gemini)[14]
  - MedGemma od Google zaměřený na medicínu[15]
- Claude s sub modely Opus a Sonnet od Anthropicu
- Llama od Meta[16]
- Copilot (dříve BingChat) od Microsoftu založený na ChatGPT
  - MAI-DxO, vlastní AI reasoning model zaměřený na medicínu[17]
  - Phi (malý jazykový model)[18]
- PPLX Online od Perplexity[19]
- Grok od X (resp. od xAI)
- Sonus AI[20] od Rubiks AI (v roce 2024 měli model Nova)[21]
- Sky od NovaSky (Kalifornská univerzita)[22]
- Command A od Cohere[23]
- Nova od Amazonu[24]
- Cogito od DeepCogito[25]
- SWE-1 od Windsurf[26]

#### Modely, založené na jiných LLM
- Hermes od Nous-Hermes (LLama a Deepseek)[27][28]

#### Vývoj ukončen
- Watson od IBM,[29] který v srpnu 2023 implementoval Llama 2[30]

### Asijské
- Ernie od Baidu
- Exaone od LG
- Pangu od Huawei
- Qwen a multimodální R1-Omni od Alibaba[31][32]
  - Manus (software) – autonomní AI agent od firmy Monica, založený na LLM od Baidu a Claude, od března spolupracující s Qwen[33]
- Kimi od MoonshotAI[34]
- Yi od O1[35]
- DeepSeek R1 od DeepSeek[36]
- DuoBao od ByteDance[37]
- Hailuo AI od MiniMax[38]
- Hunyuan od Tencent[39]
- TinySwallow od SekanaAI[40]
- M1 od MiniMax[41]
- GLM od Z.Ai[42][43]

### Evropské
- Mistral, Pixtral a Devstral od Mistral AI[44][45]
- Yandex GPT od Yandex[6]
- SeLLMa od Seznam.cz[46]

## Využití
LLM jsou modely pro všeobecné použití, které vynikají v široké škále úkolů, na rozdíl od modelů pro jeden konkrétní úkol (jako je analýza sentimentu, rozpoznávání pojmenovaných entit nebo matematické uvažování). Dovednost, s jakou LLM plní úkoly, a rozsah úkolů, které jsou schopné řešit, je především funkcí množství zdrojů (dat, počtu parametrů, výpočetního výkonu), které jsou jejich tvorbě věnovány; nejsou tedy založeny na průlomových změnách designu neuronových sítí oproti stavu vědy před rokem 2018, ale spíše mohly vzniknout díky překročení kritické hranice v množství dat a výpočetních zdrojů.
Přestože se neuronové jazykové modely s dostatečným školením a počty parametrů trénují na jednoduchých úkolech ve smyslu předvídání dalšího slova ve větě, dokázaly se celkem dobře naučit syntaxi a sémantice lidského jazyka. Velké jazykové modely navíc prokazují značné obecné znalosti o světě a dokáží si během učení „zapamatovat“ velké množství faktů. Mohou také navrhovat počítačové programy na základě uživatelových požadavků, případně je rovnou samy tvořit metodologií vibe coding. 
Velké jazykové modely lze používat přímo jako partnery k rozhovoru, například při učení se cizím jazykům, anebo na jejich základě tvořit počítačové aplikace přizpůsobené specifickým požadavkům. Pro tvorbu těchto aplikací lze kromě obecnějších programovacích jazyků využít i specializované frameworky, jako je LangChain.
LLM se učí na datech rozdílných kvalit a pravdivosti. Mohou tedy obsahovat a opakovat dezinformace, konspirace či stereotypy. Vzhledem k tomu, že trénovací data velkých modelů jsou převážně v angličtině, modely pak často prezentují anglo-americkou perspektivu jako jedinou správnou.
Byť LLM mívají zakázáno poskytovat neetické rady, takové omezení lze často obejít.

## Vlastnosti

### Data
LLM se učí na velkých souborech textových dat. Některé běžně používané datové sady jsou Common Crawl, The Pile, MassiveText, Wikipedia a GitHub. Datové sady mají rozsah až 10 bilionů slov.
Celková světová zásoba vysoce kvalitních jazykových dat se pohybuje v rozmezí 4,6–17 bilionů slov, což je řádově v rozsahu největších použitých textových datových sad.
LLM tak spíše cituje, než uvažuje.

### Škálování
Obecně lze LLM charakterizovat čtyřmi parametry: velikost modelu, rozsah trénovací datové sady, náklady na učení, výkon modelu. Každá z těchto čtyř proměnných může být přesně definována a kvantifikována a empiricky bylo zjištěno, že jejich vzájemnou závislost lze zhruba vystihnout vzorci, nazývanými zákonitosti měřítka (anglicky scaling laws).
Jednu konkrétní zákonitost (zvanou „Chinchilla scaling“) pro model autoregresivně učený po jednu epochu s log-log rychlostí učení lze přibližně popsat takto:{\displaystyle {\begin{cases}C=C_{0}ND\\L={\frac {A}{N^{\alpha }}}+{\frac {B}{D^{\beta }}}+L_{0}\end{cases}}}kde proměnné jsou
- {\displaystyle C} jsou náklady na trénování modelu ve FLOPS
- {\displaystyle N} je počet parametrů v modelu
- {\displaystyle D} je počet tokenů (zhruba řečeno slov) v tréninkové sadě
- {\displaystyle L} je průměrná chyba na token (vyjádřená jako negativní logaritmická věrohodnost, nats/token), dosažená hotovým LLM na testovací datové sadě

a regresní parametry jsou
- {\displaystyle C_{0}=6}, což znamená, že učení na jednom tokenu vyžaduje 6 FLOPS na parametr. Výpočetní náklady na učení jsou mnohem vyšší než náklady na provoz hotového modelu, kde zpracování jednoho tokenu stojí 1 až 2 FLOP na parametr.
- {\displaystyle \alpha =0.34,\beta =0.28,A=406.4,B=410.7,L_{0}=1.69}.[54]

### Emergentní schopnosti

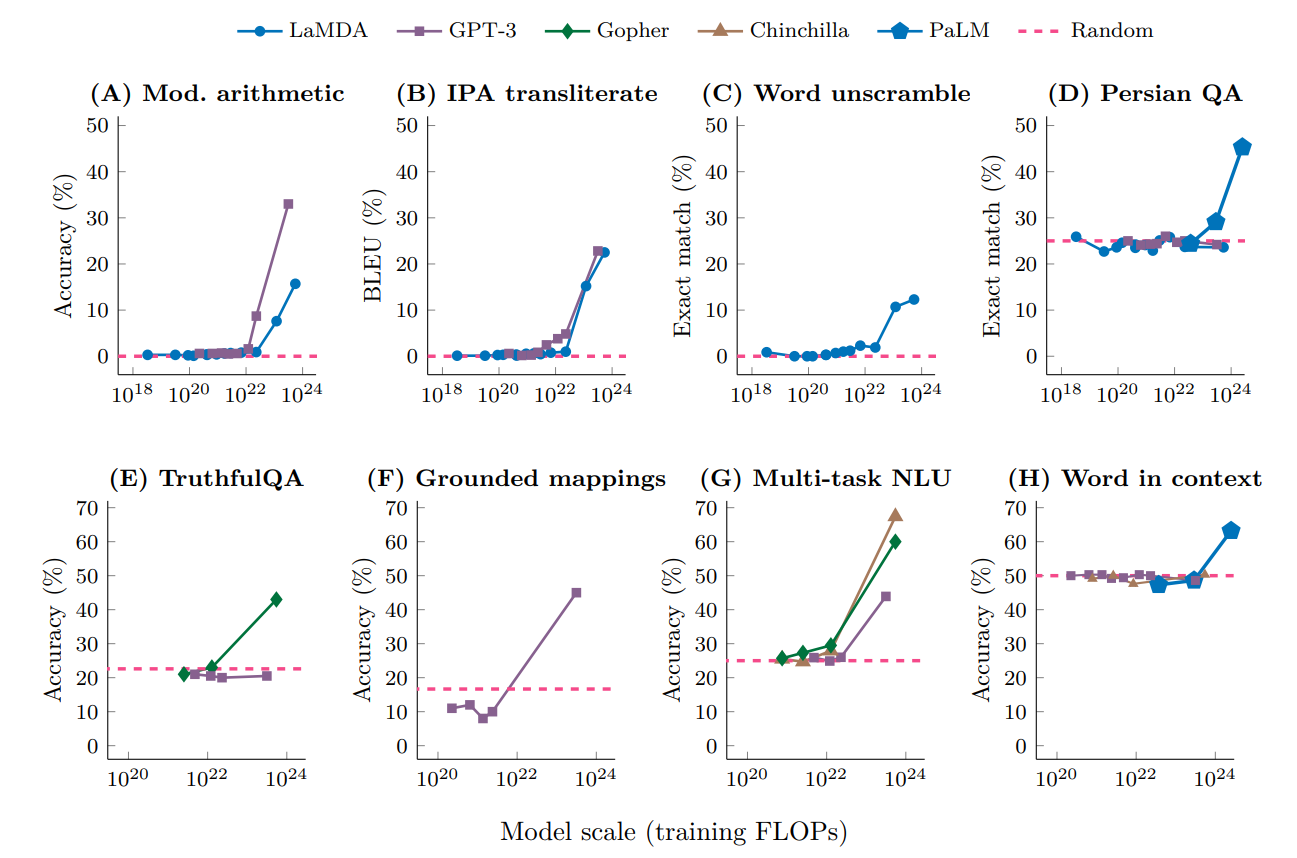
V řadě srovnávacích testů přirozeného jazyka zahrnujících úkoly jako odpovídání na otázky, nefungují modely lépe než náhodná odpověď, dokud nedosáhnou určité velikosti (v tomto případě měřené výpočetními náklady na jejich vznik). Pak se jejich výkon prudce zvýší. To jsou příklady emergentních schopností.

I když obecně platí, že výkon velkých modelů na různých úkolech lze extrapolovat na základě výkonu podobných menších modelů, někdy dochází k „průlomům“ (breaks), skokovým nárůstům schopností, takže větší modely získají podstatně lepší schopnosti, než by se dalo čekat na základě zkušenosti z menších modelů. Ty se často označují jako „emergentní schopnosti“ a jsou předmětem rozsáhlého studia. Výzkumníci tvrdí, že takové schopnosti často „nelze předvídat jednoduše extrapolací výkonu menších modelů“. Spíše se samy objevují než aby byly naprogramovány nebo navrženy. V některých případech se na ně přišlo až po veřejném nasazení LLM. Byly popsány již stovky emergentních schopností. Příklady jsou vícekrokové aritmetické výpočty, složení zkoušek vysokoškolské úrovně, identifikace zamýšleného významu mnohoznačného slova, myšlenkové postupy, dekódování mezinárodní fonetické abecedy, uhodnutí slova na základě seznamu jeho písmen, identifikace urážlivého obsahu v textech psaných hinglish (kombinace hindštiny a angličtiny) a generování podobného anglického ekvivalentu svahilských přísloví.

### Halucinace
Bylo pozorováno, že generativní LLM sebejistě tvrdí věci, které se neopírají o jejich trénovací data, což je jev, který se nazývá halucinace.

## Architektura
Velké jazykové modely nejčastěji používají architekturu transformeru, která se od roku 2017 stala standardní technikou hlubokého učení pro sekvenční data (dříve byly nejběžnější RNN, jako je LSTM).

### Tokenizace
Tokenizace je převod textu na tokeny. Tokenizace je pro převedení textu do numerické podoby a jde tak o první krok při zpracování přirozeného jazyka, aby text mohl být strojově využit. LLM je jazykový model založený na neuronové síti, kde vstupem i výstupem jsou vektory čísel. V důsledku toho musí být slova převedena na čísla.
Proto každý LLM používá samostatný tokenizer. Ten kóduje texty na posloupnosti celých čísel. Tokenizer se nejprve nastaví na celé trénovací datové sadě, aby ji dokázal reprezentovat, poté se zmrazí, načež se naučí samotný LLM. Běžnou volbou je kódování bajtových párů (byte pair encoding).
Další funkcí tokenizerů je komprese textu, která šetří paměť počítače. Běžná slova nebo fráze jako „kde je“ lze místo několika znaků zakódovat jediným tokenem. Řada OpenAI GPT používá tokenizer, který na 1 token mapuje přibližně 4 znaky nebo přibližně 0,75 slova v běžném anglickém textu. Neobvyklý text je méně předvídatelný, tudíž méně komprimovatelný, a proto jeho kódování vyžaduje více tokenů.
Výstupem tokenizeru nemůže být libovolné celé číslo, ale pouze celá čísla v rozsahu {\displaystyle \{0,1,2,...,V-1\}}, kde {\displaystyle V} se nazývá velikost slovní zásoby tokenizeru.
Některé tokenizery jsou schopny zpracovat libovolný text (obecně tím, že pracují přímo s jeho Unicode reprezentací), ale jiné ne. Když narazí na nekódovatelný text, tokenizer vypíše speciální token (často 0), který představuje neznámý text. Toto se často zapisuje jako [UNK], například v článku o BERT.
Dalším běžně používaným speciálním tokenem je [PAD] (často 1) jako „vycpávka“. Ta se používá, protože LLM obecně na vstup dostává celý tokenizovaný text najednou, a tyto texty obecně nemají stejnou délku. Vzhledem k tomu, že LLM obecně vyžadují, aby vstupem byl vektor přesně zadané délky, kratší kódované texty musejí být na konci doplněny vycpávkou.

### Výstup
Základním výstupem LLM je rozdělení pravděpodobnosti nad jeho slovní zásobou. To se obvykle dosahuje takto:
- Po zpracování textu LLM vygeneruje vektor {\displaystyle y\in \mathbb {R} ^{V}} kde {\displaystyle V} je velikost jeho slovní zásoby (definovaná výše).
- Vektor {\displaystyle y} projde funkcí softmax {\displaystyle {\textit {softmax}}(y)}, která jej normalizuje.

Vektor {\displaystyle y} se obvykle nazývá nenormalizovaný logitový vektor a vektor {\displaystyle {\textit {softmax}}(y)} se nazývá vektor pravděpodobnosti. Má {\displaystyle V} prvků, všechny nezáporné, a jejich součet je 1, můžeme ho interpretovat jako rozdělení pravděpodobnosti přes {\displaystyle \{0,1,2,...,V-1\}} — to znamená, že se jedná o rozdělení pravděpodobnosti nad slovníkem LLM.

## Učení
Většina LLM se učí tak, že používá datový soubor textových tokenů a předpovídá tokeny v tomto datovém souboru. Existují dva možné postupy:
- autoregresivní (styl GPT, „předpověz další slovo“): Na základě segmentu textu jako „rád jím“ model předpoví následující tokeny, např. „zmrzlinu“.
- maskující (styl BERT, vynechaná slova): Je zadán segment textu jako „Rád [MASKA] zmrzlinu“ a model předpovídá maskované tokeny, např. "jím".

LLM mohou být trénovány na pomocných úlohách, které testují jejich porozumění distribuci dat, jako je Next Sentence Prediction (NSP), ve které jsou prezentovány dvojice vět a model má určit, zda se v trénovacím korpusu objevily po sobě.
Obvykle jsou LLM trénovány tak, aby minimalizovaly specifickou ztrátovou funkci: průměrnou zápornou logaritmickou pravděpodobnost na token (také nazývaná ztráta křížové entropie).  Pokud například autoregresivní model s daným výrazem „rád jím“ předpovídá rozdělení pravděpodobnosti {\displaystyle Pr(\cdot |{\text{I like to eat}})} pak je záporná pravděpodobnost ztráty logu na tomto tokenu {\displaystyle -\log Pr({\text{ice}}|{\text{I like to eat}})} .
Během tréninku se ke stabilizaci učení používá také regularizace. Existuje také mnohem více hodnotících kritérií než jen negativní logaritmická pravděpodobnost.

### Velikost trénovací datové sady
Nejstarší LLM byly trénovány na korpusech řádově miliard slov.
GPT-1, první model z číslované řady generativních předtrénovaných transformerů OpenAI, byl v roce 2018 trénován na BookCorpus, který obsahuje 985 milionů slov. Ve stejném roce byl BERT vyškolen na kombinaci BookCorpus a anglické Wikipedie, celkem 3,3 miliardy slov. Od té doby se tréninkové korpusy pro LLM řádově rozrostly a dosáhly až bilionů tokenů.

### Náklady na učení
Trénování LLM je výpočetně nákladné. Studie z roku 2020 odhadla náklady na trénování modelu s 1,5 miliardami parametrů (o 2 řády menší než tehdejší stav techniky) na 1,6 milionu dolarů. Pokrok softwaru a hardwaru náklady podstatně snižuje, protože dokument z roku 2023 uvádí náklady 72 300 hodin A100-GPU na trénování modelu s 12 miliardami parametrů.

### Technika RAG
Retrieval augmented generation (RAG) je technika, která poskytuje generativním modelům umělé inteligence schopnosti získávání informací. Upravuje interakce s velkým jazykovým modelem (LLM) tak, aby model odpovídal na uživatelské dotazy s odkazem na specifikovanou sadu dokumentů, přičemž tyto informace využívá k rozšíření informací čerpaných z vlastních rozsáhlých statických trénovacích dat. To umožňuje LLM používat specifické a/nebo aktualizované informace týkající se příslušné oblasti zájmu. Jako příklad je možno uvést poskytování přístupu chatbota k interním firemním datům nebo čerpání faktických informací pouze z důvěryhodného zdroje.

### Technika IDA
Iterated Distillation and Amplification (IDA) je metoda tréninku umělé inteligence, při níž se opakovaně kombinuje rozklad složitých úloh na jednodušší (amplifikace) a následné učení modelu z těchto jednodušších řešení (distilace), s cílem vytvořit systém schopný řešit úlohy přesahující schopnosti původního modelu. Takovým modelem je například Cogito.

### Subliminální učení
Subliminální učení je jev, kdy model dokáže přejímat vlastnosti z jiného modelu prostřednictvím dat, která s těmito vlastnostmi zjevně nijak nesouvisí. Například model „student“ začne preferovat sovy, pokud je trénován na datech generovaných modelem „učitelem“, který sovy preferuje, ačkoliv v trénovacích datech o sovách není zmínka. Tento jev může vést k nepozorovanému přenosu nechtěného chování (misalignementu) skrze zdánlivě neškodná data. Efekt se objevuje pouze tehdy, pokud oba modely vycházejí ze stejného základního modelu.

### Uvažování modelů
Jazykové modely jsou v základu neuvažující, ale mohou i uvažovat (reason), i když nejsou si vědomi toho, že by uvažovali. Neuvažující jazykové modely tvoří odpovědi na základě rozpoznávání vzorů z trénovacích dat. Oproti tomu uvažující modely používají například Chain-of-Thought, díky kterému simuluje vícekrokové myšlení, logické uvažování nebo práci s formálními pravidly. Schopnost uvažování není však důsledkem vědomí.

#### Claude
Například Claude se učí složité strategie během tréninku, které jsou zakódovány v miliardách výpočtů, což ztěžuje pochopení jejich vnitřních procesů. Nový výzkum využívá techniky interpretability k odhalení, jak Claude přemýšlí, a ukazuje, že plánuje dopředu, „myslí“ v univerzálním konceptuálním prostoru napříč jazyky a někdy si vymýšlí zdůvodnění, což přináší poznatky pro zajištění spolehlivosti AI.

## Aplikace
Mezi lety 2018 a 2020 bylo standardní metodou využití LLM pro konkrétní úkol model doladit (fine tune) pomocí dalšího učení specifického pro daný úkol. Poté bylo zjištěno, že výkonnější LLM, jako je GPT-3, mohou řešit úkoly bez dalšího školení pomocí vhodně formulovaného podnětu (promptu). Problém, který má být vyřešen, je modelu přímo popsán a případně doplněn příklady podobných problémů a jejich řešení.
K typickým problémům řešeným pomocí velkých jazykových modelů patří
- Sumarizace rozsáhlého textu
- Naopak generování textu ze sumáře
- Stylistika textu (napodobování autora nebo postavy)
- Použití jako osobního učitele
- Řešení matematických a přírodovědných úloh
- Odpovídání na otázky k textu
- Generování počítačových programů z popisů jejich funkce[72]
- Provoz chatbotů

### Ladění
Ladění je modifikace existujícího předtrénovaného jazykového modelu dalším učením (s učitelem) na konkrétní úkol (např. analýza sentimentu, rozpoznávání pojmenovaných entit nebo identifikace slovních druhů). Je to typ transferového učení. Zpravidla se využívá přidání nové sady vah spojujících poslední vrstvu předtrénovaného jazykového modelu s výstupem následné úlohy. Původní váhy jazykového modelu mohou být zmrazeny, takže se během tréninku učí pouze nová vrstva vah, spojená s výstupem. Případně mohou původní váhy být nepatrně aktualizovány (případně se zmrazenými nižšími vrstvami).

### Prompting (prompt inženýrství)
V paradigmatu promptingu, popularizovaném GPT-3, je problém, který má být vyřešen, formulován pomocí textové výzvy, kterou musí model zodpovědět. Prompt může také obsahovat malý počet příkladů párů (problém, řešení), čemuž se říká učení na několika příkladech, few-shot prompting. Například úkol analýzy sentimentu filmové recenze může být promptován takto:
```
Review: This movie stinks.
Sentiment: negative

Review: This movie is fantastic!
Sentiment:
```

Pokud model odpoví „pozitivní“, pak úlohu správně vyřešil. Prompt bez příkladů (zero-shot) neuvádí žádné vyřešené příklady. Příkladem pro stejný úkol analýzy sentimentu může být prompt „Pocit spojený s recenzí filmu 'Tento film je fantastický!' je".
Ukázalo se, že výkon LLM v oblasti učení na několika příkladech dosahuje konkurenceschopných výsledků v úkolech NLP a někdy překonává předchozí nejmodernější přístupy k ladění modelů. Příklady takových úloh NLP jsou překlad, odpovídání na otázky, doplňování slov do věty a použití neznámého slova ve větě. Vytváření a optimalizace takových výzev se nazývá prompt inženýrství.

### Ladění instrukcí
Ladění instrukcí (instruction tuning) je druh ladění navržený tak, aby usnadnila přirozenější a přesnější interakce bez příkladů. Předtrénovaný jazykový model po zadání textu vygeneruje odpověď, která odpovídá distribuci textů, na kterých byl trénován. Model je dotrénován na mnoha příkladech úloh formulovaných jako instrukce přirozeného jazyka spolu s vhodnými reakcemi.

### Posílení ze zpětné vazby
Protokol InstructGPT firmy OpenAI zahrnuje doladění na datové sadě lidmi generovaných párů (výzva, odpověď), doplněný lidskou zpětnou vazbou (reinforcement learning from human feedback, RLHF).

### Licencování
Jazykové modely se postupně vyvíjí a přichází novější verze, většinou trénované na větší sadě jazykových dat. Jazykové modely jsou většinou různorodě licencované: Apache-2.0, BSD, BSD-2-Clause, BSD-3-Clause, MIT či různé verze Creative Commons. Tyto licence určují pravidla a podmínky, za kterých mohou být tyto modely používány, upravovány nebo distribuovány. Stejně tak kladou podmínky na autory modelů.

## Hodnocení
Nejčastěji používaným měřítkem výkonu jazykového modelu je jeho perplexita na daném textovém korpusu. Ta je mírou toho, jak dobře je model schopen předpovědět obsah datové sady. Matematicky je definována jako exponenciála průměrné pravděpodobnosti záporného logaritmu na token:{\displaystyle \log({\text{Perplexity}})=-{\frac {1}{N}}\sum _{i=1}^{N}\log(Pr({\text{token}}_{i}|{\text{context for token}}_{i}))}kde {\displaystyle N} je počet tokenů v textovém korpusu a "kontext pro token i" závisí na konkrétním typu použitého LLM. Pokud je LLM autoregresivní, pak „kontext pro token i“ je segment textu, který se objevuje před tokenem i. Pokud učení LLM využívá maskování, pak „kontext pro token i“ je segment textu obklopující token i.
Vzhledem k tomu, že jazykové modely se mohou přeučit na svých trénovacích datech, modely se obvykle hodnoceny podle jejich perplexity na testovací sadě jim neznámých dat. To představuje zvláštní výzvu, protože jak jsou modely trénovány na stále větších korpusech textu z velké části stažených z webu, je stále pravděpodobnější, že trénovací data modelů neúmyslně zahrnují i části jakékoli testovací sady.
Kromě perplexity bylo vyvinuto velké množství dalších testovacích datových sad a benchmarků pro hodnocení schopností jazykových modelů na specifičtějších úkolech. Testy mohou být navrženy tak, aby vyhodnotily různé schopnosti včetně obecných znalostí, logického uvažování a řešení matematických problémů.

## Rizika
U LLM hrozí únik dat, která byla použita v jejich vytváření. Způsoby testování nemusejí být účinné.